# Circonscription de Metekel
La circonscription de Metekel est une des 9 circonscriptions législatives de l'État fédéré Benishangul-Gumaz, elle se situe dans la Zone Metekel. Son représentant actuel est Gaw Jaa Bake.